# Malínivka (Járkov)
Malínivka (en ucraniano: Малинівка, romanizado: Malynivka) es un pueblo ucraniano perteneciente al óblast de Járkov. Situado en el este del país, es parte del raión de Chujúyiv y centro del municipio (hromada) homónimo.

## Toponimia
El nombre de la ciudad en otros idiomas de importancia local es Malínovka (en ruso: Малиновка).

## Geografía
Malínivka se encuentra a orillas del río Donets, 7 km al sureste de Chujúyiv y 45 km al sureste de Járkov.

## Historia
Malínivka fue fundado por colonos cosacos de la margen izquierda de Ucrania en 1652 y perteneció a la gobernación de Járkov del Imperio ruso. Según la carta del zar de octubre de 1652, se dice: "Los circasianos, cinco hombres y sus familias, llegaron a Chujúyiv, en nombre del zar, desde el lado lituano de la ciudad de Gruna, y pidieron permiso, que recibieron, para instalarse en Chujúyiv. El rey les ordenó reservar terrenos para patios y dachas. En el mismo año, como dice el título, los "prudniki" de Circasia llegaron a Chujúyiv desde Poltava para establecerse permanentemente y recibieron permiso para construir un nuevo molino al otro lado del Dinets, frente al antiguo molino, y quedarse como residencia permanente. y que ese molino sea de su propiedad por adelantado. Los habitantes de Malínivka eran cosacos que llevaban guardia y se dedicaban a la agricultura. 
En mayo de 1920, Malínivka participó en un levantamiento contra la movilización en el Ejército Rojo. El pueblo recibió el estatus de asentamiento de tipo urbano en 1938. 
Hasta el 18 de julio de 2020, Novopokrovka fue parte del raión de Vovchansk. El raión se abolió en julio de 2020 como parte de la reforma administrativa de Ucrania, que redujo el número de raiones del óblast de Járkiv a siete. El área del raión de Vovchansk se fusionó con el raión de Chujúyiv.En 2023, Malínivka perdió el estatus de asentamiento de tipo urbano debido a la eliminación de este estatus administrativo.

## Demografía
La evolución de la población de Malínivka entre 1864 y 2022 fue la siguiente:
| 1492                                                          | 6279 | 7513 | 7511 | 7428 |
| (Fuente: Cities & Towns of Ukraine y UKRAINE: Größere Städte) |      |      |      |      |

## Infraestructura

### Transporte
La estación de tren de Malínivka está en la vía férrea que conecta Járkiv y Kúpiansk-Vuzlovi. Malínivka está conectada a la autopista M03 que conecta Járkiv y Slóviansk. 